# Les Extra-terrestres
Les Extra–terrestres est une série de bande dessinée belge de Jacques Devos.

## Synopsis
Des histoires d'extra-terrestres qui voyagent dans le temps, parcourent les dimensions et sont à l'origine des légendes de nos civilisations.

## Personnages
- Il n'y a pas de héros dans cette série d'histoires courtes.

## Publication

### Albums
Édition Dupuis : collection « Les meilleurs récits du journal de Spirou »
- Chroniques d'extraterrestres (1981)

### Revues
La série a été publiée dans le journal Spirou entre 1976 et 1984.